# Пищев, Николай Павлович
Пищев, Николай Павлович (род. 23 декабря 1944) — заместитель Председателя Правительства Московской области, профессор, генерал-полковник. Первый  заместитель начальника Генерального штаба (1996—1997).

## Биография
- 1966 — Окончил Ульяновское танковое училище по специальности «ремонт и эксплуатация танков, тракторов и автомобилей». По окончании училища, был направлен на службу в Группу советских войск в Германии.
- 1974 — Окончил Военную академию им. М. В. Фрунзе по специальности командно-штабная оперативно-тактическая общевойсковая.
- 1985 — Окончил с отличием Военную академию Генерального штаба Вооруженных сил СССР имени К. Е. Ворошилова по специальности: командно-штабная оперативно-стратегическая.
- с 1989 по 1990 году командовал 7-й гвардейской армией в Закавказском военном округе.
- 1996 — была присуждена учёная степень кандидата военных наук, учёное звание профессор по Отделению военной истории и теории

С 1997 года — на руководящих должностях (в организациях оборонного комплекса).
- 2001 — первый заместитель начальника Главного управления по надзору за техническим состоянием самоходных машин и других видов техники Московской области — заместитель Главного государственного инженера-инспектора Гостехнадзора Московской области.
- 2003 — начальник Главного управления государственного административно-технического надзора Московской области — главный государственный административно-технический инспектор Московской области.
- 2009 — с декабря: министр по государственному административно-техническому надзору Правительства Московской области
- 2010 — с августа: заместитель Председателя Правительства Московской области.

### Курирует вопросы
- обводнения, искусственного заболачивания торфяных земель на территории Московской области;
- разработки и реализации долгосрочных целевых программ Московской области в области обводнения (заболачивания) торфяных земель на территории Московской области, контроль за их выполнением;
- размещения автомобильных стоянок для большегрузных транспортных средств на территории Московской области;
- взаимодействия с федеральными органами исполнительной власти, исполнительными органами государственной власти субъектов Российской Федерации по вопросу обводнения, искусственного заболачивания торфяных земель и размещения автомобильных стоянок для большегрузных транспортных средств на территории Московской области;
- осуществления контроля за проведением мероприятий по обводнению (заболачиванию) торфяных земель на территории Московской области с целью предотвращения чрезвычайных ситуаций и размещению автомобильных стоянок для большегрузных транспортных средств;
- организации государственного административно-технического надзора на территории Московской области за соблюдением правил по обеспечению чистоты, порядка и благоустройства на территории Московской области, в том числе при осуществлении земляных, ремонтных и иных видов работ, реконструкции и капитального ремонта объектов, по содержанию строений, зданий и сооружений, нежилых помещений;
- организации работы возглавляемых комиссий, советов, иных совещательных и консультативных органов;
- обеспечения контроля за исполнением соответствующих постановлений и распоряжений Губернатора Московской области, постановлений Правительства Московской области.

#### Координирует и контролирует
Главное управление государственного административно-технического надзора Московской области.

#### Возглавляет
- Межведомственную комиссию по обводнению и заболачиванию торфяных земель на территории Московской области при Губернаторе Московской области;
- иные совещательные и консультативные органы в соответствии с правовыми актами Губернатора Московской области и Правительства Московской области.
- Взаимодействует с Министерством обороны Российской Федерации и Главным управлением Министерства Российской Федерации по делам гражданской обороны, чрезвычайным ситуациям и ликвидации последствий стихийных бедствий по Московской области.

### Семья
Женат, имеет двоих детей.

### Награды
Награждён государственными наградами:
- орден Красного Знамени,
- орден Красной Звезды,
- орден «За службу Родине в Вооружённых Силах» 3 степени,
- медалью «В память 850-летия Москвы».